# Аміка (Вронкі)
«Амі́ка Вро́нки» (пол. Amica Wronki) — професіональний польський футбольний клуб з міста Вронки.

## Історія
Колишні назви:
- 21.06.1992: ФК Аміка Вронки (пол. FK Amica Wronki)
- 199?: КС Фабрика Кухні Аміка Вронки (пол. KS [Klub Sportowy] Fabryka Kuchni Amica Wronki)
- 199?: Аміка Спорт ССА (пол. Amica Sport SSA [Sportowa Spółka Akcyjna])
- 9.05.2006: припинив існування

21 червня 1992 року у результаті об'єднання команд «Бленкітні Вронки» і «Чарні/Вромет Врублево» був організований футбольний клуб, який отримав назву «Аміка» Вронки. Клуб спонсорувала Фабрика Кухні Вромет (пізніше перейменована на Аміка Вронки ССА).
У 1994 році команда дебютувала в ІІ лізі, а в наступному в І лізі. У 1998-2000 роках клуб тричі здобував Кубок. У 1998 році «Аміка» дебютувала в європейських турнірах.
19 грудня 2005 року президенти познанького «Леха» і «Аміки» підписали вступну умову, згідно з якою після закінчення сезону 2005/06 обидва клуби об'єдналися у клуб «Лех». 9 травня 2006 року клуб припинив існування.

## Титули та досягнення
- Чемпіонат Польщі:
  - бронзовий призер (2): 2002, 2004
- Кубок Польщі:
  - володар (3): 1998, 1999, 2000
  - фіналіст (1): 2002
- Кубок Польської Ліги:
  - фіналіст (1): 2002
- Суперкубок Польщі:
  - володар (2): 1998, 1999

Участь у євротурнірах:
- Кубок Кубків УЄФА:
  - 1 раунд: 1998/1999
- [[Файл:|16px]] Кубок УЄФА/Ліга УЄФА:
  - груповий етап: 2004/2005
  - 2 раунд: 1999/2000, 2000/2001, 2002/2003

## Виступи в єврокубках
| Сезон     | Змагання               | Раунд   | Суперник           | У сукупності | Вдома | На виїзді |
| --------- | ---------------------- | ------- | ------------------ | ------------ | ----- | --------- |
| 1998–1999 | Кубок володарів кубків | КР      | Гіберніанс         | 5:0          | 4:0   | 1:0       |
| 1998–1999 | Кубок володарів кубків | 1Р      | Геренвен           | 1:4          | 0:1   | 1:3       |
| 1999–2000 | Кубок УЄФА             | 1Р      | Брондбю            | 5:4          | 2:0   | 3:4       |
| 1999–2000 | Кубок УЄФА             | 2Р      | Атлетіко Мадрид    | 1:5          | 1:4   | 0:1       |
| 2000–2001 | Кубок УЄФА             | КР      | Вадуц              | 6:3          | 3:0   | 3:3       |
| 2000–2001 | Кубок УЄФА             | 1Р      | Аланія Владикавказ | 5:0          | 2:0   | 3:0       |
| 2000–2001 | Кубок УЄФА             | 2Р      | Герта              | 2:4          | 1:1   | 1:3       |
| 2002–2003 | Кубок УЄФА             | КР      | Нью-Сейнтс         | 12:2         | 5:0   | 7:2       |
| 2002–2003 | Кубок УЄФА             | 1Р      | Серветт            | 4:4          | 1:2   | 3:2       |
| 2002–2003 | Кубок УЄФА             | 2Р      | Малага             | 2:4          | 1:2   | 1:2       |
| 2004–2005 | Кубок УЄФА             | 2КР     | Будапешт Гонвед    | п.]          | 1:0   | п.])      |
| 2004–2005 | Кубок УЄФА             | 1Р      | Вентспілс          | 2:1          | 1:0   | 1:1       |
| 2004–2005 | Кубок УЄФА             | Група F | Рейнджерс          | N/A          | 0:5   | –         |
| 2004–2005 | Кубок УЄФА             | Група F | Грацер             | N/A          | –     | 1:3       |
| 2004–2005 | Кубок УЄФА             | Група F | АЗ                 | N/A          | 1:3   | –         |
| 2004–2005 | Кубок УЄФА             | Група F | Осер               | N/A          | –     | 1:5       |